# Favela
Favelor, eller favelas, (portugisiskt uttal: [fɐˈvɛlɐ]) är de kåkstäder som omger de flesta större städerna i Brasilien. De växte sig stora i samband med inflyttning från landsbygden i mitten av 1900-talet. Motsvarigheter finns i andra latinamerikanska och afrikanska (engelska: shantytown) storstäder.

## Beskrivning
Favelaområdena är tydliga inslag i stadsbilden och syns tydligast på branta sluttningar. Favelorna bestod förr av lådspjälor, oljefat och palmblad som byggmaterial, men idag består de i storstäderna också av sten och brädor. De första favelorna byggdes i samband med slavbefriandet 1888, då en stark tillströmning till städerna tog vid. Tillväxten av favelorna tog riktig fart först på 1930-talet när inflyttningen från landsbygden tog fart. Militärdiktaturens försök 1964–1979 att med stundtals drastiska metoder mota tillbaka dessa urbana bostadsområden ändrade inte utvecklingen. I början av 1990-talet beräknades ungefär hälften av befolkningen i de brasilianska storstäderna bo i favelor. I Rio de Janeiro startade dock regeringen 2000 programmet Favela Bairro som fram till år 2010 skulle förse alla favelor med ström, vatten, avlopp med mera.
Sedan uppkomsten av de första favelorna i slutet av 1800-talet har den brasilianska regeringens hållning svängt mellan försök till utflyttning och erbjudanden om hjälp till förbättring av infrastrukturen för invånarna (favelados). Det är inte överdrivet att kalla favelorna för "städer i staden"; de är i sin organisation i stor utsträckning oberoende av den officiella stadsförvaltningen och kontrolleras ofta av knarkgäng. Därför är levnadsförhållandena för invånare på olika håll mycket olika. Rocinha söder om Rio de Janeiro anses med sina minst 100 000 invånare vara den största favelan i Latinamerika; officiellt anges dock invånarantalet till 56 000.
Motsvarande typer av bebyggelse finns även i andra länders storstäder, framför allt i Latinamerika och Afrika.